# La Grèze
La Grèze is een ondiepe grot in de Franse gemeente Marquay (Dordogne) met prehistorische muurtekeningen die waarschijnlijk stammen uit het Gravettien.
De ondiepe grot ligt op de rechteroever van de Grande Beune. In 1904 werden hier muurtekeningen ontdekt. Het gaat om inkervingen in de rotswand, die oorspronkelijk bij daglicht te zien waren. Opvallendst is een 60 cm grote ingekerfde tekening van een mannelijke wisent, met grote bult en penis. Het dier is zoals gebruikelijk in profiel afgebeeld, maar de hoorns eerder frontaal. Op basis van de stijl van de tekeningen en van de werktuigen gevonden in de bewoningslaag op de bodem, schat men deze kunst op ongeveer 25.000 jaar oud.